# Taller ferroviario Hualqui
El Taller Ferroviario Hualqui fue construida en 2001 para mantener el material rodante existente en la zona, por la implementación de Biotrén. Se ubica en el ramal San Rosendo-Talcahuano, en el sitio de la Estación Hualqui. Se ocupaba de la pintura, y algunas reparaciones mecánicas y eléctricas de los automotores AEL y AES. Para otros trabajos de mayor complejidad se derivaba a la Maestranza San Eugenio en Santiago.
Finaliza sus funciones en 2006, con la apertura de Talleres Ferroviarios Omer Huet.
El taller reabrirá aproximadamente en 2022, en función al plan de inversión que realizará FESUR; actualmente se halla en un proceso de licitación.